# امنیت سخت‌افزار
امنیت سخت‌افزار به عنوان یک رشته از مهندسی رمزنگاری سرچشمه گرفته و شامل طراحی سخت‌افزار ، کنترل دسترسی، محاسبات ایمنی چند جانبه، ذخیره‌سازی کلید ایمن، اطمینان از صحت کد، اقدام‌های لازم برای اطمینان از ایمنی زنجیره تأمین که محصول را ساخته‌است از جمله موارد دیگر است.
یک ماژول امنیتی سخت‌افزاری (HSM) یک وسیله محاسبات فیزیکی است که از کلیدهای دیجیتالی برای احراز هویت قوی محافظت می‌کند و مدیریت رمزنگاری را در اختیار شما قرار می‌دهد. این ماژول‌ها به‌طور سنتی به صورت کارت افزونه یا یک دستگاه خارجی ارائه می‌شوند که مستقیماً به یک کامپیوتر یا سرور شبکه وصل می‌شوند.
برخی از ارائه دهندگان این رشته معتقدند که تفاوت اساسی بین امنیت سخت‌افزار و امنیت نرم‌افزار در این است که امنیت سخت‌افزار با استفاده از منطق "ماشین غیر تورینگ" (منطق ترکیبی خام یا ماشینهای ساده ای دولت) پیاده‌سازی می‌شود. یک رویکرد که به آن "hardsec" گفته می‌شود، از FPGAها برای پیاده‌سازی کنترلهای امنیتی غیر Turing-Machine به عنوان راهی برای ترکیب امنیت سخت‌افزار با انعطاف‌پذیری نرم‌افزار استفاده می‌کند.
درهای سخت‌افزاری در پشتی سخت‌افزاری هستند. Trojan (HT) سخت‌افزاری مربوط به مفهوم مربوط به مفهوم اصلاح شده، یک سیستم مخرب است بخصوص در زمینه یک مدار مجتمع، یک سیستم الکترونیکی مخرب است.
یک عملکرد تابع کپی‌ناپذیر فیزیکی (PUF)یک موجود فیزیکی است که در یک ساختار فیزیکی مجسم شده و قابل ارزیابی است اما قابل پیش‌بینی آسان است. علاوه بر این، یک دستگاه پی‌یو‌اف منفرد باید ساده باشد، اما حتی با توجه به روند ساخت دقیق تولید آن، کپی کردن آن نیز غیرممکن است. از این نظر آنالوگ سخت‌افزاری یک عملکرد یک طرفه است.
نام «عملکرد غیرقابل استفاده فیزیکی» ممکن است کمی گمراه کننده باشد زیرا برخی از پی‌یو‌اف‌ها می‌توانند کلون شوند، و بیشتر پی‌یو‌اف‌ها پر سر و صدا هستند و به همین دلیل به الزامات یک عملکرد نمی‌رسند. امروزه، پی‌یو‌اف‌ها معمولاً در مدارهای مجتمع پیاده‌سازی می‌شوند و به‌طور معمول در برنامه‌هایی با نیازهای امنیتی بالا استفاده می‌شوند.
بسیاری از حملات به داده‌ها و منابع حساس گزارش شده توسط سازمان‌ها از درون خود سازمان صورت می‌گیرد.